# Ludwig Albrecht Braun
Ludwig Albrecht Braun (* 18. November 1797 in Michelstadt; † 26. September 1869 in Rüsselsheim) war ein hessischer Politiker und ehemaliger Abgeordneter der 2. Kammer der Landstände des Großherzogtums Hessen.

## Leben und Wirken
Ludwig Albrecht Braun war der Sohn des Rotgerbermeisters Leonhard Braun und dessen Frau Katharina Dorothea, geborene Walther. Ludwig Albrecht Braun, der evangelischer Konfession war, war in erster Ehe mit Christina Sophia Elisabetha geborene Beringer und in zweiter Ehe mit Luise Katharina geborene Rinck verheiratet.
Ludwig Albrecht Braun studierte ab 1817 Evangelische Theologie an der Universität Gießen und wurde 1821 bis 1828 Mitprediger und Rektor in Michelstadt. 1817 wurde er in Gießen Mitglied der Christlich-teutschen Burschenschaft/Ehrenspiegelburschenschaft und 1819 der Allgemeinen Burschenschaft Germania. 1828 bis 1842 war er zweiter Pfarrer in Beerfelden, 1842 bis 1852 dort erster Pfarrer und 1854 bis 1869 Pfarrer in Rüsselsheim. 1858 wurde er zum Kirchenrat ernannt.
In der 15. und 16. Wahlperiode (1856–1862) war Ludwig Albrecht Braun Abgeordneter der zweiten Kammer der Landstände des Großherzogtums Hessen. In den Landständen vertrat er den Wahlbezirk Starkenburg 8/Erbach.